# 熊永俊
熊永俊（1968年12月—），湖北广水人，汉族，中国共产党党员。中华人民共和国政治人物、现任广水市十里街道观音村党支部书记、并当选为第十三届全国人民代表大会、第十四届全国人民代表大会湖北省代表。

## 生平
2002年10月任广水市宝林乡鹰咀山村党支部书记。
2005年3月，宝林乡被撤销，鹰嘴山村与观音村合二为一，新村命名为“观音村”并入十里街道，熊永俊担任观音村党支部书记。
2018年，熊永俊被选为湖北省出席第十三届全国人民代表大会代表。
2022年，熊永俊被选为湖北省出席第十四届全国人民代表大会代表。